# 富山市立堀川南小学校
富山市立堀川南小学校（とやましりつ ほりかわみなみしょうがっこう）は富山県富山市にある公立小学校。
富山市立堀川小学校と富山市立蜷川小学校から分離新設して開校した。

## 沿革
個別に出典が提示されていない箇所の出典→
- 1974年8月14日 - 用地を所得。
- 1976年
  - 3月17日 - 堀川南小学校設置決定。
  - 7月2日 - 起工式。
- 1977年
  - 2月1日 - 富山市立堀川小学校、富山市立蜷川小学校の両校で分離事務を開始。
  - 4月1日 - 開校（4月5日に開校式）。
  - 5月4日 - 校舎が竣工し、入校式が行われる。
  - 6月4日 - 校章を制定。
  - 10月5日 - 第二期工事が着工（現場作業開始は同年10月11日）。
- 1978年
  - 2月10日 - 体育館竣工。
  - 2月13日 - 校旗樹立式。
  - 7月3日 - 校舎東側（第二期工事）竣工。
- 1979年7月18日 - プール完成[3]。

## 通学区域
大町1区南部、大町南台、上新保、上堀町、上堀南町、清住町、下堀、堀川本郷、堀川天山町、堀川町、本郷新、本郷町1区 - 5区

## 進学先
- 富山市立堀川中学校

## 著名な出身者
- 高崎紗緒梨（元女子バレーボール選手）
- 小林菜々子（女子サッカー選手、ジェフユナイテッド市原・千葉レディース）